# 博里諾市鎮
41°41′N 24°17′E / 41.683°N 24.283°E

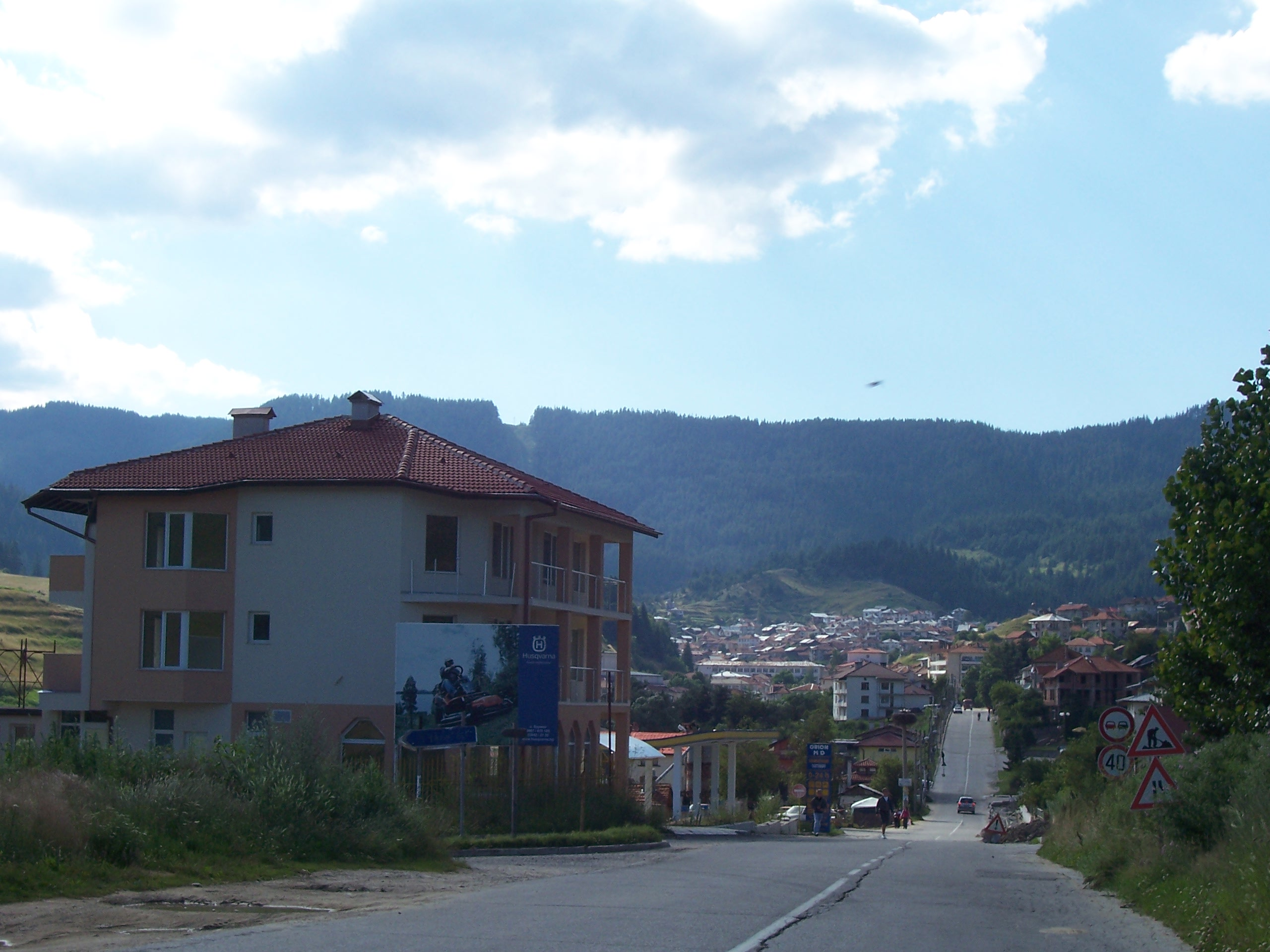

博里諾市，是保加利亞的城鎮，位於該國南部，由斯莫梁州負責管轄，首府設於博里諾，面積167平方公里，2005年人口4,553，人口密度每平方公里27.3人。